# Санта Ана (департамент)
Вижте пояснителната страница за други значения на Санта Ана.
Санта Ана (на испански: Santa Ana в превод „Света Ана“) е един от 14-те департамента на централноамериканската държава Салвадор. Намира се в северозападната част на страната. Площта му е 2023 квадратни километра, а населението – 602 636 души (по изчисления за юни 2020 г.).

## Общини
Департаментът се състои от 13 общини, някои от тях са:
1. Ел Конго
2. Метапан
3. Санта Ана